# Municipio de Yellow Creek (condado de Chariton)
El municipio de Yellow Creek (en inglés: Yellow Creek Township) es un municipio ubicado en el condado de Chariton en el estado estadounidense de Misuri. En el año 2010 tenía una población de 369 habitantes y una densidad poblacional de 2,91 personas por km².

## Geografía
El municipio de Yellow Creek se encuentra ubicado en las coordenadas 39°39′22″N 93°2′41″O / 39.65611, -93.04472. Según la Oficina del Censo de los Estados Unidos, el municipio tiene una superficie total de 126.91 km², de la cual 126,44 km² corresponden a tierra firme y (0,37 %) 0,46 km² es agua.

## Demografía
Según el censo de 2010, había 369 personas residiendo en el municipio de Yellow Creek. La densidad de población era de 2,91 hab./km². De los 369 habitantes, el municipio de Yellow Creek estaba compuesto por el 97,02 % blancos, el 0,54 % eran amerindios, el 0,27 % eran asiáticos, el 1,63 % eran de otras razas y el 0,54 % eran de una mezcla de razas. Del total de la población el 2,44 % eran hispanos o latinos de cualquier raza.